# اچ‌ام‌ای‌اس بومبارد (پی ۹۹)
اچ‌ام‌ای‌اس بومبارد (پی ۹۹) (به انگلیسی: HMAS Bombard (P 99)) یک کشتی بود که طول آن ۱۰۷٫۶ فوت (۳۲٫۸ متر) بود. این کشتی در سال ۱۹۶۸ ساخته شد.